# Bluejean Bop!
Bluejean Bop! — дебютный альбом американского певца Джина Винсента и его группы The Blue Caps. Альбом вышел в 13 августа 1956 года на Capitol Records в монофоническом звучании.

## Обзор
Запись проходила в спешке; в отличие от коллег по жанру, Винсент не задействовал сессионных музыкантов, ограничиваясь лишь членами своей группы сопровождения — The Blue Caps. Продюсер Кен Нельсон также не вмешивался в процесс собственно записи альбома, предоставив Винсенту самому решать, как и что играть. К тому времени у Винсента уже вышел хит-сингл «Be-Bop-A-Lula», который принёс ему известность, однако по каким-то причинам в альбом песня не вошла.
Песня Who slapped John звучит в советском фильме «Мой младший брат» (1962).

## Список композиций
| №   | Название                                                | Автор(ы)                       | Длительность |
| --- | ------------------------------------------------------- | ------------------------------ | ------------ |
| 1.  | «Bluejean Bop»                                          | Хол Леви, Джин Винсент         | 2:35         |
| 2.  | «Jezebel»                                               | Шанклин                        | 2:38         |
| 3.  | «Who Slapped John?»                                     | Дэвис, Джин Винсент            | 2:07         |
| 4.  | «Ain’t She Sweet?»                                      | Милтон Эйджер, Джек Йеллен     | 2:44         |
| 5.  | «I Flipped»                                             | Каррол, Хикс, Пенниман, Прайс  | 2:38         |
| 6.  | «Waltz of the Wind»                                     | Роуз                           | 2:59         |
| 7.  | «Jump Back, Honey, Jump Back»                           | Брукс                          | 2:11         |
| 8.  | «Wedding Bells (Are Breaking up That Old Gang of Mine)» | Фейн, Каэл, Раскин             | 2:45         |
| 9.  | «Jumps, Giggles and Shouts»                             | Шериф Текс Дэвис, Джин Винсент | 3:06         |
| 10. | «Up a Lazy River»                                       | Ародин, Кармайкл               | 2:35         |
| 11. | «Bop Street»                                            | Дэвис, Галлап                  | 2:38         |
| 12. | «Peg O’ My Heart»                                       | Брайан, Фишер                  | 2:51         |

## Синглы
- «Blue Jean Bop» / «Who Slapped John» (октябрь 1956)